# Inositol-polifosfato 1-fosfatasa
La inositol-polifosfato 1-fosfatasa (INPP) o inositol-1,4-bisfosfato 1-fosfatasa (EC 3.1.3.57) es una enzima que cataliza la reacción:
1D-myo-inositol-1,4-bisfosfato + H2O {\displaystyle \rightleftharpoons } 1D-myo-inositol-4-fosfato + fosfato
También actúa sobre el inositol-1,3,4-trisfosfato formando inositol-3,4-bisfosfato con V(max) similar al inositol-1,4-bisfosfato, pero con afinidad 5 veces superior para este último. No actúa sobre el inositol-1-fosfato, inositol-1,4,5-trifosfato o inositol-1,3,4,5-tetrakisfosfato.
Existen dos isozimas en el ser humano:
- INPP1: Se expresa en las plaquetas, en los megacariocitos MEG-01 y en las células T Jurkat.

- INPP2: Se expresa en muchos tejidos. Los más altos niveles de expresión se encuentran en el músculo esquelético y en el corazón. Es fuertemente inhibida por el inositol-hexakisfosfato.